# مدينة هو تشي منه
مدينة سايغون (بالفيتنامية: thành phố sài gòn ) هي أكبر مدن فيتنام، كانت قديما ميناء يستعمله الخمير، وعُرفت باسم بري نوكور، قبل أن يضمها الفيتناميون في القرن السابع عشر.
شكّلت سايغون عاصمة المستعمرة الفرنسية السابقة كوشينشينا، وكذلك عاصمة فيتنام الجنوبية (قبل الاتحاد) بين سنتي 1954 و1975، وفي سنة 1976، بعد سقوطها في أيدي الشيوعيين، اندمجت سايغون مع جيا دينه وأصبح اسمها منذ ذلك الوقت هو تشي منه (رغم أن البعض لا زال يطلق الاسم القديم سايغون).
وسط المدينة يقع على ضفاف نهر سايغون تبعد بـ 60 كيلومتر عن بحر الصين الجنوبي و 1760 كيلومتر جنوب هانوي عاصمة فيتنام.
المدينة يقطنها أكثر من 9 ملايين ساكن لذلك فهي تعتبر الأكبر في البلاد ومع بعض التخطيط سيتم توسيع المدينة في أفق سنة 2012.

## المراحل التاريخية

### التاريخ المبكر
هو تشي منه بدأت كقرية صيد سمك صغيرة كانت معروفة باسم بري نيكور، هذا المكان لا زال في المدينة حتى الآن ويعتبر كمستنقع، وكان يسكنها شعب الخمير قبل أن يلتحق بها الفيتناميين.

### استيطانالخمير
سنة 1623 ملك كمبوديا شي شيتاها الثاني (1618 - 1629)، سمح لبعض المستوطنين الفيتناميين بالعيش في تلك المنطقة هربا من الحرب مع تايلاند فأصبحت القرية تعرف باسم سايغون.

### الانفصال عن كمبوديا
سنة 1623 تم فصل المنطقة عن كمبوديا، التي لم تكن قوية بما يكفي لمنع ذلك، لتنضم بذلك رسميا لفيتنام.

### عصر الاستعمار الفرنسي
غزتها فرنسا سنة 1859، وتأترت كثيرا بالحضارة الفرنسية، والمباني الغربية التي لا زالت حتى هذا الوقت شاهد على ذلك العصر حين كانت تلقب بـ باريس الشرق.

### عاصمة جنوب فيتنام
أعلن الإمبراطور السابق باو داي مباشرة بعد توليه عرش فيتنام، سنة 1943 سايغون كعاصمة، لكن حين فقدت السيطرة على فيتنام الشمالية وتفككت فيتنام بقيت سايغون عاصمة للجنوب وكان يقطنها العديد من الصينيين والفيتناميين طبعاً، وكانت في مقاطعة دو تانه ساي غون.

### مرحلة ما بعد الحرب إلى الآن
عند انتهاء حرب فيتنام في 30 أبريل 1975 أصبحت المدينة خاضعة لنفوذ الجيش الفيتنامي وحيث أطلق الأمريكيون على تلك الفترة (فترة سقوط سايغون)، بينما الفيتناميون يطلقون عليها اسم (تحرير سايغون).
سنة 1976 انضمت المدينة إلى جمهورية فيتنام الشعبية، وتحول اسمها إلى هو تشي منه تيمّناً بهو تشي منه بعد أن ضمت إليها عدة بلدات وقرى مجاورة، وحتى الآن لا زال العديد من الفيتناميين يسمون المدينة بسايغون خاصة في المناسبات غير الرسمية، بينما يبقى الاسم الرسمي هو هو تشي منه.

#### كو تشي
تعرف مدينة كوتشي - أحد ضواحي مدينة هو تشي منه - بنظام الأنفاق الذي كان يستخدمه ثوار فيتنام لمحاربة المستعمر الأمريكي خلال حرب فيتنام بين 1965 إلى 1975.

## صور من مدينة هو شي منه

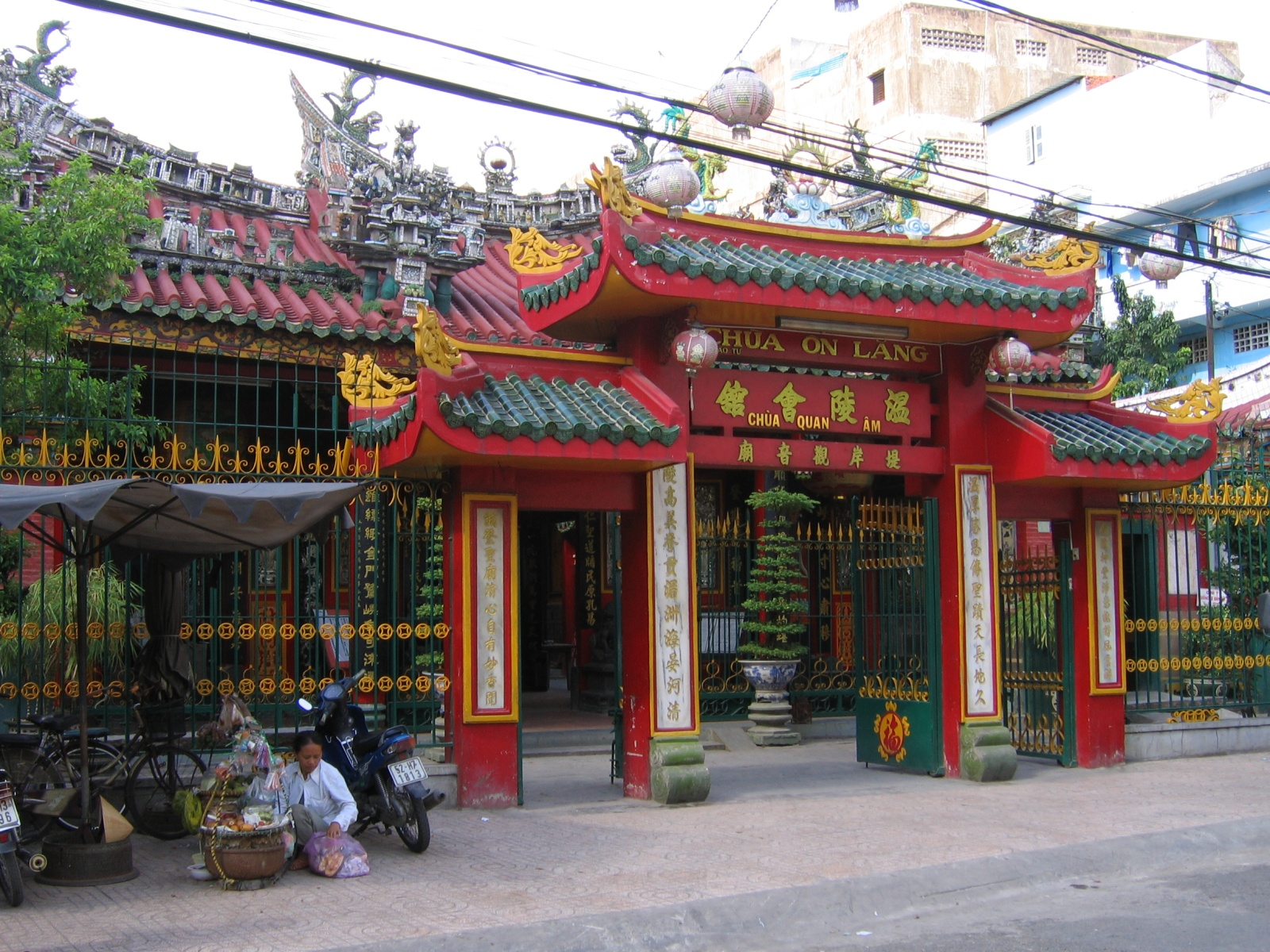
Pagode „Quan Am“ in Cholon
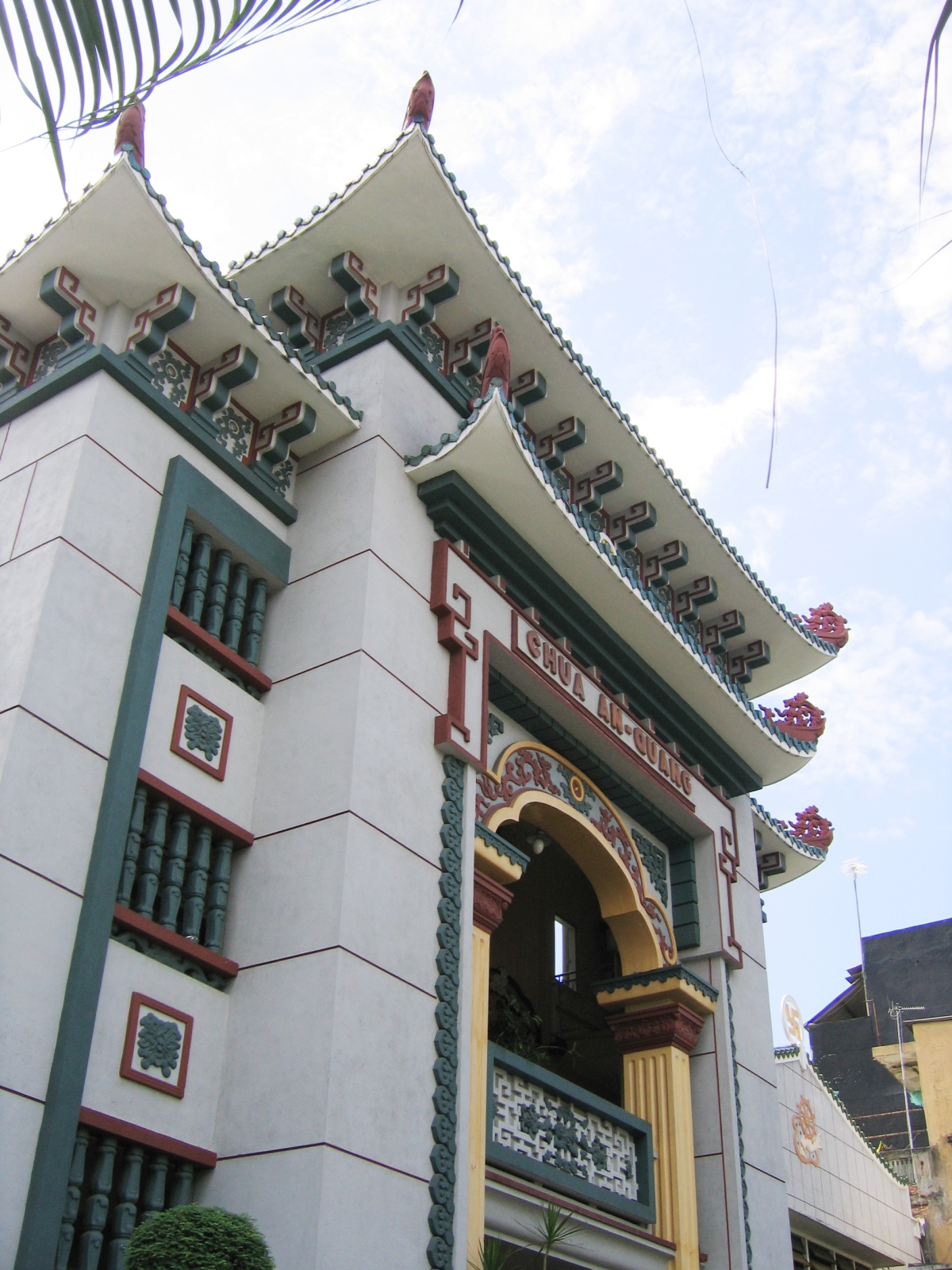
An Quang-Pagode
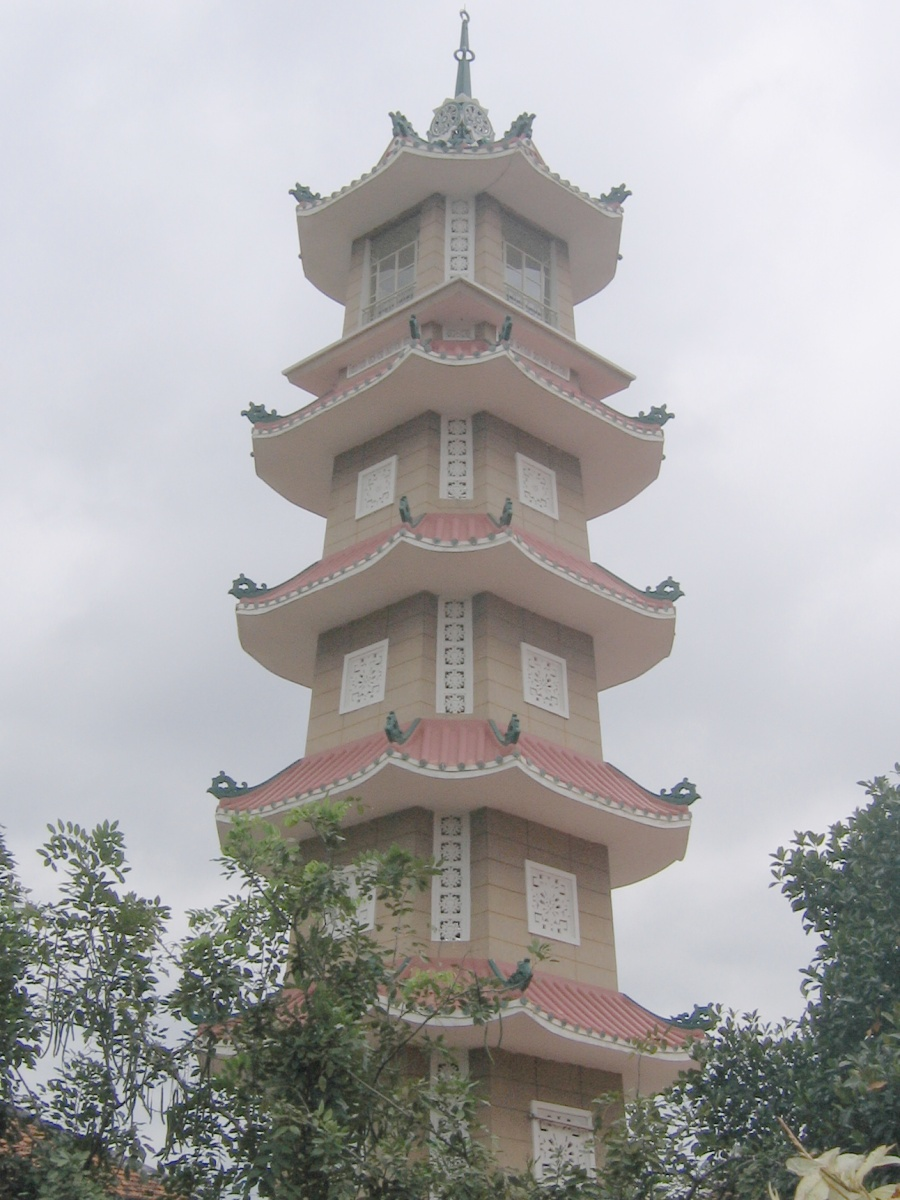
Xa Loi-Pagode

## أقرأ أيضا
- هانوي
- خليج ها لونج
- فو كوك